# Akcióművészet
Akcióművészet (latin actio = tett, cselekvés) a művészeteknek az az iránya, amely elsődlegesen nem a műtárgy létrehozására törekszik, hanem az időben zajló, egyszeri (megismételhetetlen), a művész és a közönség együttműködésén, együtt cselekvésén alapuló akcióművészetet teremt. Az 1950-es évektől terjedt el az akcióművészet, a happeningtől a politikai demonstrációkig a művészeti események széles köre tartozik ide. Ismertebb képviselői: John Cage, Joseph Beuys, Hermann Nitsch, Otto Muehl, Clases Oldenburg. Hazánkban: Böröcz András, El Kazovszkij, Erdély Miklós, Hajas Tibor, Halász Péter, Révész László, Szirtes János, Szentjóby Tamás, Tót Endre.

## Külső hivatkozások
- Halász Péter virtuális temetése, 2006 február 6.